# Sunipia jainii
Sunipia jainii là một loài thực vật có hoa trong họ Lan. Loài này được Hynn. & Malhotra miêu tả khoa học đầu tiên năm 1978.